# Аутоантитела
Аутоантитела (аутоагрессивные антитела, аутологичные антитела) — это антитела (тип белка), вырабатываемые иммунной системой и направленные против одного или нескольких собственных белков человека. Развитие большой группы аутоиммунных заболевании (например, системной красной волчанки или тиреоидита Хашимото) связано с такими аутоантителами.

## Синтез  аутоантител
Антитела вырабатываются В-клетками  иммунной системы двумя способами: (I) случайным образом и (II) в ответ на чужеродный белок или вещество в организме. Первоначально одна В-клетка продуцирует один конкретный вид антител. В любом случае В-клетка может размножаться или уничтожается в процессе, называемом клональной делецией. Обычно иммунная система способна распознавать и игнорировать собственные здоровые белки, клетки и ткани организма и не реагировать чрезмерно на неопасные вещества в окружающей среде, такие как продукты питания. Иногда иммунная система перестает распознавать один или несколько нормальных элемента организма как «свои», что приводит к выработке патологических аутоантител. Аутоантитела могут также играть непатологическую роль; например, они могут помогать организму бороться с онкологическими процессами и утилизировать продукты жизнедеятельности. Роль аутоантител в нормальной иммунной функции также является предметом научных исследований.

## Причины синтеза аутоантител
Причины продукции аутоантител разнообразны и недостаточно изучены. Считается, что некоторая выработка аутоантител обусловлена генетической предрасположенностью в сочетании с триггером окружающей среды, таким как вирусное заболевание или длительное воздействие определенных токсичных химических веществ. Однако прямой генетической связи, как правило, нет. В то время как члены семьи могут быть подвержены аутоиммунным заболеваниям, отдельные члены семьи могут иметь различные аутоиммунные заболевания или могут никогда не развиться аутоиммунное заболевание. Исследователи полагают, что иметь место гормональный компонент, поскольку многие аутоиммунные заболевания гораздо чаще встречаются у женщин детородного возраста. Хотя исходное событие, приводящее к выработке аутоантител, до сих пор неизвестно, существует множество доказательств того, что аутоантитела могут поддерживать свою выработку.

## Заболевания
Дополнительная информация: Аутоиммунные заболевания.
Тип возникающего аутоиммунного расстройства или заболевания, и степень поражения организма зависят от того, на какие системы или органы нацелены аутоантитела и насколько сильно. Нарушения, вызванные органоспецифическими аутоантителами, которые в первую очередь нацелены на один орган (например, на щитовидную железу при болезни Грейвса и тиреоидите Хашимото), часто легче всего диагностировать, поскольку они часто проявляются симптомами, связанными с органами-мишенями. Нарушения, вызванные системными аутоантителами, могут быть гораздо более неуловимыми. Хотя сопутствующие аутоиммунные расстройства встречаются редко, признаки и симптомы, которые они вызывают, относительно распространены. Симптомы могут включать: боль в суставах артритного типа, утомляемость, лихорадку, сыпь, симптомы простуды или аллергии, потерю веса и мышечную слабость. Сопутствующие состояния включают васкулит, который представляет собой воспаление кровеносных сосудов и анемию. Даже если они вызваны определенным системным аутоиммунным заболеванием, симптомы будут варьироваться от человека к человеку, трансформироваться со временем, изменяться в зависимости от поражения органов, они могут неожиданно ослабевать или обостряться. Добавьте к этому тот факт, что у человека может быть более одного аутоантитела и, следовательно, более одного аутоиммунного заболевания и/или аутоиммунное заболевание без определяемого уровня аутоантител, что усложняет постановку диагноза.
Диагностика нарушений, связанных с системными аутоантителами, начинается с полного сбора анамнеза и тщательного медицинского осмотра. На основании признаков и симптомов пациента врачу может понадобится одно или несколько диагностических исследований, которые помогут выявить конкретное заболевание. Как правило, для точной диагностики нарушений, связанных с системными аутоантителами, требуется информация из нескольких источников, а не один лабораторный анализ. Исследования могут включать:
• анализы крови для выявления воспаления, аутоантител и поражения органов
• рентгеновское исследование и другие виды диагностической визуализации для выявления изменений в костях, суставах и органах
• биопсии для поиска патологических изменений в образцах тканей

## Показания к определению аутоантител
Тесты на аутоантитела могут быть назначены в рамках исследования симптомов типа хронического прогрессирующего артрита и/или необъяснимой лихорадки, утомляемости, мышечной слабости и сыпи. Тест на антинуклеарные антитела (АНА) часто определяют первым. AНA являются маркером аутоиммунного процесса – они положителны при различных аутоиммунных заболеваниях, но неспецифичны. Следовательно, если тест на АНА положительный, за ним часто следуют другие исследования, связанные с артритом и воспалением, такие как ревматоидный фактор (РФ), скорость оседания эритроцитов (СОЭ), С-реактивный белок (СРБ) и /или белок комплемента/уровни комплемента.
Один анализ на аутоантитела не является диагностическим, но может дать ключ к пониманию того, вероятно или маловероятно наличие конкретного расстройства. Каждый результат аутоантител следует рассматривать индивидуально и как часть всего обследования. Некоторые заболевания, такие как системная красная волчанка (СКВ) может быть более вероятным, если присутствует несколько аутоантител, в то время как другие, такие как смешанное заболевание соединительной ткани (СЗСТ), могут быть более вероятными, если присутствует единственное антинуклеарное антитело к рибонуклеопротеиновому антигену (РНПа). У пациентов с более чем одним аутоиммунным заболеванием может быть несколько обнаруживаемых аутоантител.
Какие конкретные аутоантитела будут присутствовать, это очень индивидуально и статистически описывается следующим образом. Каждый из них будет присутствовать у определенного процента людей, страдающих определенным аутоиммунным заболеванием. Например, до 80% пациентов с СКВ будут иметь положительный тест на аутоантитела к двухцепочечной ДНК (анти-дцДНК), но только около 25-30% будут иметь положительный результат РНПа. Сперва, у некоторых людей с аутоиммунным заболеванием результаты анализов на аутоантитела будут отрицательными, но позднее — по мере прогрессирования заболевания — аутоантитела могут начать определяться.
Системные тесты на аутоантитела используются для:
• Помощи в диагностике системных аутоиммунных заболеваний
• Помощи в определении степени поражения и повреждения органа или системы (наряду с другими анализами, такими как общий анализ крови или комплексная метаболическая панель)
• Контроля протекания расстройства и эффективности лечения. В настоящее время не существует профилактики или лечения аутоиммунных заболеваний. Лечение используется для облегчения симптомов и поддержания функций организма
• Мониторинга ремиссий, обострений и рецидивов

## Профилирование антител
Профилирование антител используется для идентификации лиц по образцам судебной экспертизы. Технология может однозначно идентифицировать человека, анализируя антитела в жидкостях организма. Уникальный индивидуальный набор антител, называемый индивидуальными специфическими аутоантителами (ИСА), обнаруживается в крови, сыворотке, слюне, моче, сперме, поте, слезах и тканях тела, и на антитела не влияют болезни, прием лекарственных препаратов/пищи/наркотиков. Неквалифицированный специалист, использующий недорогое оборудование, может выполнить тест за пару часов.

## Перечень отдельных аутоантител и связанных с ними заболеваний
Примечание: чувствительность и специфичность различных аутоантител к тому или иному заболеванию различна для разных заболеваний.
| Аутоантитела                                  | Аутоантитела                                | Цель антител                                       | Состояния |
| Антинуклеарные антитела                       | Анти- Ro (SS-A) антитела                    | рибонуклеопротеины                                 | системная красная волчанка, неонатальная блокада сердца, первичный синдром Шегрена                                             |
| Антинуклеарные антитела                       | Анти-SS-B(La) - антитела                    | рибонуклеопротеины                                 | первичный синдром Шегрена |
| Антинуклеарные антитела                       | Антицентромерные антитела                   | центромеры                                         | КРЕСТ синдром |
| Антинуклеарные антитела                       | Анти-дцДНК                                  | двухцепочечная ДНК                                 | СКВ |
| Антинуклеарные антитела                       | Анти-Jo1                                    | гистидин-тРНК-лигаза                               | воспалительная миопатия |
| Антинуклеарные антитела                       | Анти-РНП                                    | Рибонуклеопротеин                                  | Смешанное заболевание соединительной ткани                                                                                     |
| Антинуклеарные антитела                       | антитела к антигену Смита                   | Малые ядерные нуклеопротеиды (snRNP core proteins) | СКВ |
| Антинуклеарные антитела                       | Анти-топоизомеразные антитела               | Топоизомераза I типа                               | системный склероз (антитела к Scl-70)                                                                                          |
| Антинуклеарные антитела                       | Анти-гистоновые антитела                    | Гистоны                                            | СКВ и лекарственно-индуцированный волчаночный синдром                                                                          |
| Антинуклеарные антитела                       | Анти-p62 антитела                           | Нуклеопорин 62                                     | первичный билиарный цирроз |
| Антинуклеарные антитела                       | Анти-sp100 антитела                         | Ядерный антиген Sp100                              | первичный билиарный цирроз |
| Антинуклеарные антитела                       | Анти-гликопротеин-210 антитела              | Нуклеопорин 210kDa                                 | первичный билиарный цирроз |
| Антитела к трансглютаминазе                   | Анти-tTG                                    |                                                    | целиакия |
| Антитела к трансглютаминазе                   | Анти-eTG                                    |                                                    | герпетиформный дерматит |
| Антиганглиозидные антитела                    | Антиганглиозидные антитела                  | ганглиозид GQ1B                                    | синдром Миллера-Фишера |
| Антиганглиозидные антитела                    | Антиганглиозидные антитела                  | ганглиозид GD3                                     | острая моторная аксональная нейропатия (ОМАН)                                                                                  |
| Антиганглиозидные антитела                    | Антиганглиозидные антитела                  | ганглиозид GM1                                     | мультифокальная моторная невропатия с блокадой проводимости (ММН)                                                              |
| Анти-актиновые антитела                       | Анти-актиновые антитела                     | актин                                              | Целиакия (уровень антител коррелирует со степенью поражения кишечника), аутоиммунный гепатит, рак желудка                      |
| анти-ЦЦП                                      | анти-ЦЦП                                    | циклический цитруллинированный пептид              | ревматоидный артрит |
| Микросомальные антитела печени почки типа 1   | Микросомальные антитела печени почки типа 1 |                                                    | аутоиммунный гепатит |
| Волчаночный антикоагулянт                     | Антитромбиновые антитела                    | тромбин                                            | Системная красная волчанка |
| Антифосфолипидные антитела                    | Антифосфолипидные антитела                  | фосфолипид                                         | антифосфолипидный синдром |
| Антинейтрофильные цитоплазматические антитела | c-ANCA                                      | белки в цитоплазме нейтрофилов                     | гранулематоз Вегенера |
| Антинейтрофильные цитоплазматические антитела | p-ANCA                                      | перинуклеарный нейтрофил                           | микроскопический полиангиит, эозинофильный гранулематоз с полиангиитом, системные васкулиты (неспецифические)                  |
| Ревматоидный фактор                           | Ревматоидный фактор                         | IgG                                                | ревматоидный артрит |
| Антигладкомышечные антитела                   | Антигладкомышечные антитела                 | гладкие мышцы                                      | хронический аутоиммунный гепатит                                                                                               |
| Антимитохондриальные антитела                 | Антимитохондриальные антитела               | митохондрия                                        | первичный билиарный цирроз |
| Анти-СУЧ                                      | Анти-СУЧ                                    | сигналузнающая частица                             | Дерматомиозит |
|                                               |                                             | комплекс экзосом                                   | Склеромиозит |
| Анти-АХР                                      | Анти-АХР                                    | никотиновый ацетилхолиновый рецептор               | Миастения гравис |
| Анти-МСК                                      | Анти-МСК                                    | Мышечно-специфическая киназа (МСК)                 | Миастения гравис |
| Анти-ПЗКК                                     | Анти-ПЗКК                                   | потенциалзависимый кальциевый канал (P/Q-тип)      | Миастенический синдром Ламберта-Итона                                                                                          |
| Анти-винкулин                                 | Анти-винкулин                               | винкулин                                           | избыточный бактериальный рост в тонкой кишке                                                                                   |
| Антитиреоидные аутоантитела                   | Анти-ТПО антитела                           | Тиреопероксидаза (микросомальная)                  | тиреоидит Хашимото, болезнь Грейвса                                                                                            |
| Антитиреоидные аутоантитела                   | Анти-тиреоглобулин антитела (TgAbs)         | Тиреоглобулин                                      | тиреоидит Хашимото |
| Антитиреоидные аутоантитела                   | Антитела к рецептору тиреотропина (TRAbs)   | Рецептор ТТГ                                       | Болезнь Грейвса |
| Антитела к ядру нейрона I типа (ANNA-1)       | Антитела к ядру нейрона I типа (ANNA-1)     | Ядерные белки нейронов                             | паранеопластическая мозжечковая дегенерация, лимбический энцефалит, энцефаломиелит, подострая сенсорная нейропатия, хореатетоз |
| Анти-Yo (антитела к клеткам Пуркинье)         | Анти-Yo (антитела к клеткам Пуркинье)       | Клетки Пуркинье мозжечка                           | паранеопластическая дегенерация мозжечка                                                                                       |
| Анти-Ma                                       | Анти-Ma                                     |                                                    | энцефаломиелит, лимбический энцефалит                                                                                          |
| Анти-Ri (ANNA-2)                              | Анти-Ri (ANNA-2)                            | Ядерные белки нейронов                             | опсоклонус-миоклонус синдром                                                                                                   |
| Anti-Tr                                       | Anti-Tr                                     | рецептор глутамата                                 | паранеопластический мозжечковый синдром                                                                                        |
| Антиамфифизин                                 | Антиамфифизин                               | амфифизин                                          | синдром ригидного человека, паранеопластическая дегенерация мозжечка                                                           |
| Антитела к глутаматдекарбоксилазе             | Антитела к глутаматдекарбоксилазе           | Глутаматдекарбоксилаза                             | синдром ригидного человека, сахарный диабет 1 типа                                                                             |
| Анти-ПЗКК                                     | Анти-ПЗКК                                   | потенциалзависимый калиевый канал (ПЗКК)           | лимбический энцефалит, синдром Исаака (аутоиммунная нейромиотония)                                                             |
| Анти-БМОК-5                                   | Анти-БМОК-5                                 | Белок-медиатор ответа на коллапсин 5               | оптическая невропатия, хорея                                                                                                   |
|                                               |                                             | нейроны базальных ганглиев                         | Хорея Сиденгама, педиатрическое аутоиммунное нервно-психическое заболевание, связанное со стрептококком (PANDAS)               |
| Анти-NMDAр                                    | Анти-NMDAр                                  | Рецептор N-метил-D-аспартата (NMDA)                | анти-NMDA-рецепторный энцефалит                                                                                                |
| ОНМ антитела                                  | ОНМ антитела                                | аквапорин-4                                        | Оптиконейромиелит (синдром Девика)                                                                                             |
| Анти-десмоглеин (антидесмосома)               | Анти-десмоглеин (антидесмосома)             | Dsg3 (десмоглеин 3) и иногда Dsg1                  | Обыкновенная пузырчатка |
| Анти-гедесмосома                              | Анти-гедесмосома                            | полудесмосомы                                      | Буллезный пемфигоид |
| Анти-гломерулярная базальная мембрана         | Анти-гломерулярная базальная мембрана       | базальная мембрана в легких и почках               | Синдром Гудпасчера |
| Анти-париетальная клетка                      | Анти-париетальная клетка                    | париетальные клетки желудка                        | Злокачественная анемия |
| Анти-фактор Касла                             | Анти-фактор Касла                           | фактор Касла                                       | Злокачественная анемия |
| Анти - Рецептор фосфолипазы А2                | Анти - Рецептор фосфолипазы А2              | Рецептор фосфолипазы А2                            | Мембранозная нефропатия |

## Внешние ссылки
- Аутоиммунитет — введениеl Обучение на Chemgaroo
- Блог об аутоиммунитете - резюме научных статей + словарь терминов
- Аутоантителав медицинских предметных рубриках Национальной медицинской библиотеки США (MeSH)
- Выявление аутоантител с помощью самособирающихся тетрамеров антигена с радиоактивной меткой (протокол)
- Сенсоры антител